# Pipin frank herceg
Púpos Pipin (* 767/769 – 811/813) Nagy Károly elsőszülött fia első feleségétől, Himiltrudétól.

## Élete
Testét egy feltűnő születési hiba csúfította el, innen kapta melléknevét. Alkalmatlansága miatt Pipin sohasem volt versenyképes a trónért folytatott küzdelemben, de Károly jól bánt vele, és megadta neki azt az elsőbbséget öccseivel szemben, ami korából adódóan kijárt neki. Pipin szeretetre méltó személyiség volt, aki fontos tagjává vált Károly udvarának. Így a púpos hercegnek maradt némi esélye, hogy mégis követhesse apját a trónon. Emellett könnyű célpontja volt az elégedetlen nemeseknek, akik elhalmozták őt együttérzésükkel, és kifejezték fájdalmukat az anyjával szembeni bánásmód miatt, amikor Károly a lombard herceg kegyeibe ajánlotta őt. Ezért 780-ban Károly formálisan kitagadta Pipint, és a pápával átkereszteltette harmadik fiát Karlmannt Pipinre. Az események hátterében Károly harmadik felesége, Karlmann anyja, Hildegard (Vinzgau), állt, mivel a púpos herceg fenyegette fia trónöröklését, ezzel cselezve ki a szenilis Károlyt. (Az elmúlt négy generációban a frank uralkodók neve mind sorban Károly és Pipin volt, így Nagy Károly „nem vette észre” a cserét).
Pipinnek engedélyezték, hogy az udvarban maradjon, és Károly folytatta az előjogok adományozását a fiúnak. Pipin ezáltal az elégedetlen nemesek közkedvelt „barátja” lett, és 792-ben egyesek –kihasználva a fivérei által Pipin ellen tanúsított ellenszenvet – meggyőzték őt, hogy vegyen részt a lázadásukban. Az összeesküvők azt tervezték, hogy megölik Károlyt, a feleségét Hildegardot, és három fiukat. Így Pipin ülhetett volna a trónra. A merénylet napján Pipin betegnek tettette magát. A terv majdnem bevált, de egy lombard diakónus, Fardulf felfedte szándékukat.
Károly gyűlést hívott össze Regensburgba, hogy bíróság elé állítsa az összeesküvőket. Mindannyiukat bűnösnek találták a legsúlyosabb árulás vádjában, és elrendelték a kivégzésüket. Károlyban nem változtak az érzelmek hőn szeretett fia iránt. Ezért Pipin büntetését enyhítették, és Prüm kolostorába zárták, hogy szerzetesként ott élje le hátralévő életét. Pipin húsz évvel később, pestisben halt meg.
A trónt később öccse, I. Jámbor Lajos örökölte.